# Conseil de Glen Innes Severn
Le conseil de Glen Innes Severn (en anglais : Glen Innes Severn Council) est une zone d'administration locale située dans l'État de Nouvelle-Galles du Sud en Australie.

## Géographie
Glen Innes Severn s'étend sur 5 487 km2 dans la région de Nouvelle-Angleterre au nord-est de la Nouvelle-Galles du Sud, à 600 km au nord de Sydney.
La zone abrite la ville de Glen Innes et les villages de Deepwater, Emmaville,  Glencoe, Red Range, Stonehenge et Wellingrove.

## Histoire
Le conseil est créé en 2004 par la fusion de la ville de Glen Innes avec le comté de Severn.

## Démographie
La population s'élevait à 8 656 habitants en 2011 et à 8 836 habitants en 2016.

## Politique et administration
Le conseil comprend sept membres élus pour un mandat de quatre ans, qui à leur tour élisent le maire pour deux ans. À la suite des élections du 4 décembre 2021, le conseil est formé de six indépendants et un vert.

### Liste des maires[4]
| Période           | Période      | Identité        | Étiquette   | Qualité |
| ----------------- | ------------ | --------------- | ----------- | ------- |
| 2004              | 2005         | Robert Schroder |             |         |
| 2005              | 2012         | Stephen Toms    |             |         |
| 2012              | 2016         | Colin Price     |             |         |
| 2016              | 2018         | Stephen Toms    |             |         |
| 27 septembre 2018 | janvier 2022 | Carol Sparks    | Vert        |         |
| 11 janvier 2022   | en fonction  | Robert Banham   | Indépendant |         |